# Paul Reber
Компания Paul Reber — немецкий производитель шоколада из города Бад-Райхенхалль. Компания является лидером немецкого рынка, а также, по собственным данным, крупнейшим в мире производителем шоколадных конфет «Моцарткугель», которые она продаёт на международном рынке под торговой маркой Echte Reber-Mozartkugeln. Один из самых известных немецких производителей шоколада премиум-класса.
С момента её основания в 1865 году компания Reber принадлежит семье Ботцляйнер-Ребер.

## История
В 1865 году Петер Ребер открыл в Мюнхене первое кафе Reber Confiserie-Konditorei и управлял им до 1938 года. В 1936 году Реберу перешло традиционное кафе Schiffmann на Людвигштрассе в Бад-Райхенхалле, которое, будучи головной компанией Paul Reber GmbH & Co. KG и по сей день имеет там свою штаб-квартиру. Компания была расширена и теперь включает в себя производственное предприятие в районе Марцолл в Райхенхалле, дочернюю компанию с производственным предприятием в Рюдесхайм-ам-Райне и филиал в Зальцбурге.

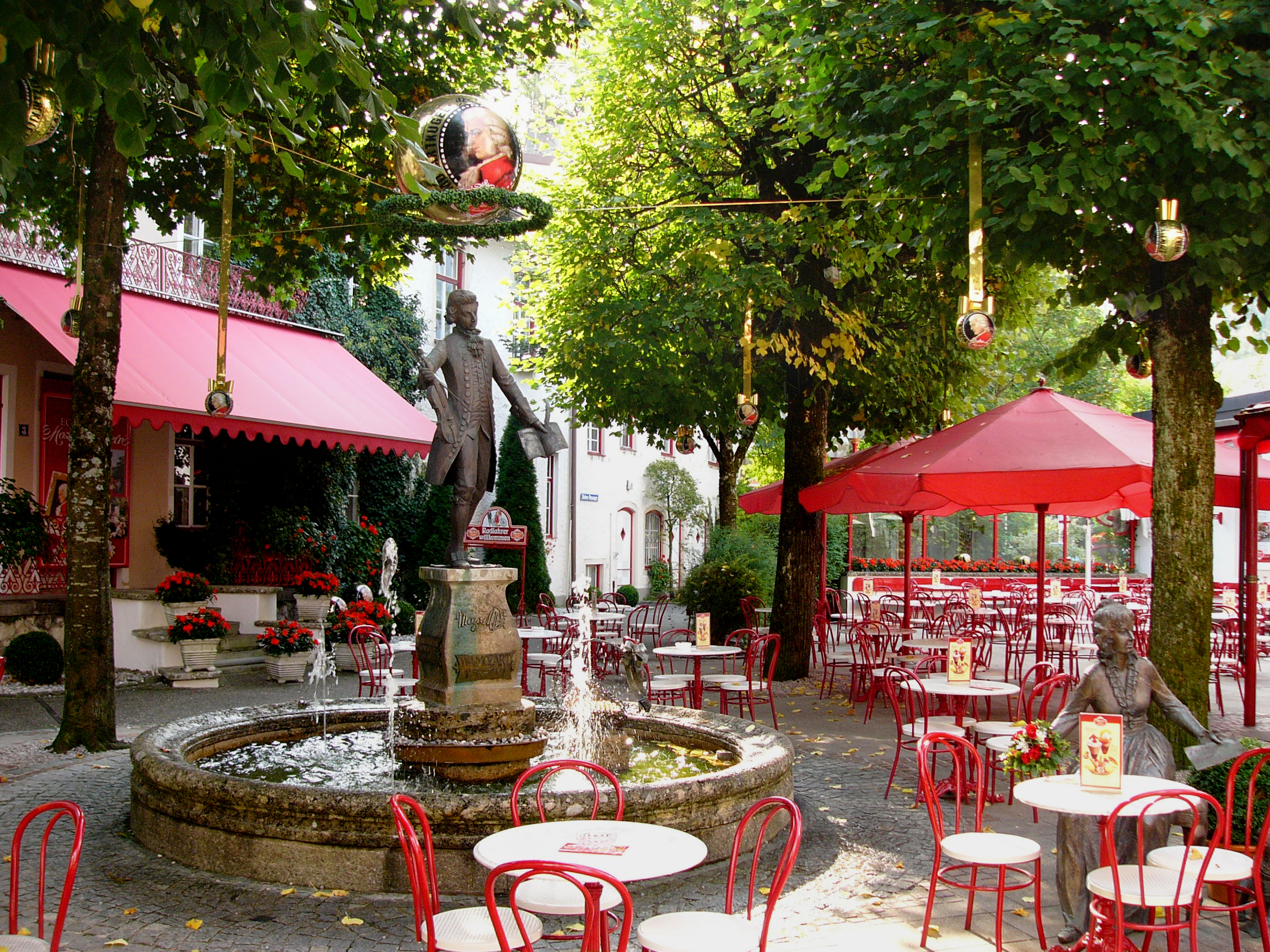
Внутренний сад кафе Reber в Бад-Райхенхалле

Основное здание компании с кафе Reber и прилегающим к нему магазином и садом находится на улице Людвигштрассе в Бад-Райхенхалле. Кафе с гостевым садом «Моцарт-Пассаж» является одной из крупнейших кофеен в Баварии. В историческом центре Зальцбурга работает торговый филиал. Производство кондитерских изделий Reber, включая фабричный аутлет, в настоящее время осуществляется в районе Марцолл города Бад-Райхенхалль. После расширения территории в 2021 году фабрика имеет в общей сложности шесть производственных линий. К началу 2022 года склад продукции был также перенесен из Готы в Бад-Райхенхалль.
Rüdesheimer Confiserie — дочернее предприятие, выпускающее шоколадные конфеты с ликёровой начинкой. По заявлению компании, она является лидером на рынке алкогольных конфет премиум-класса.

## Продукты

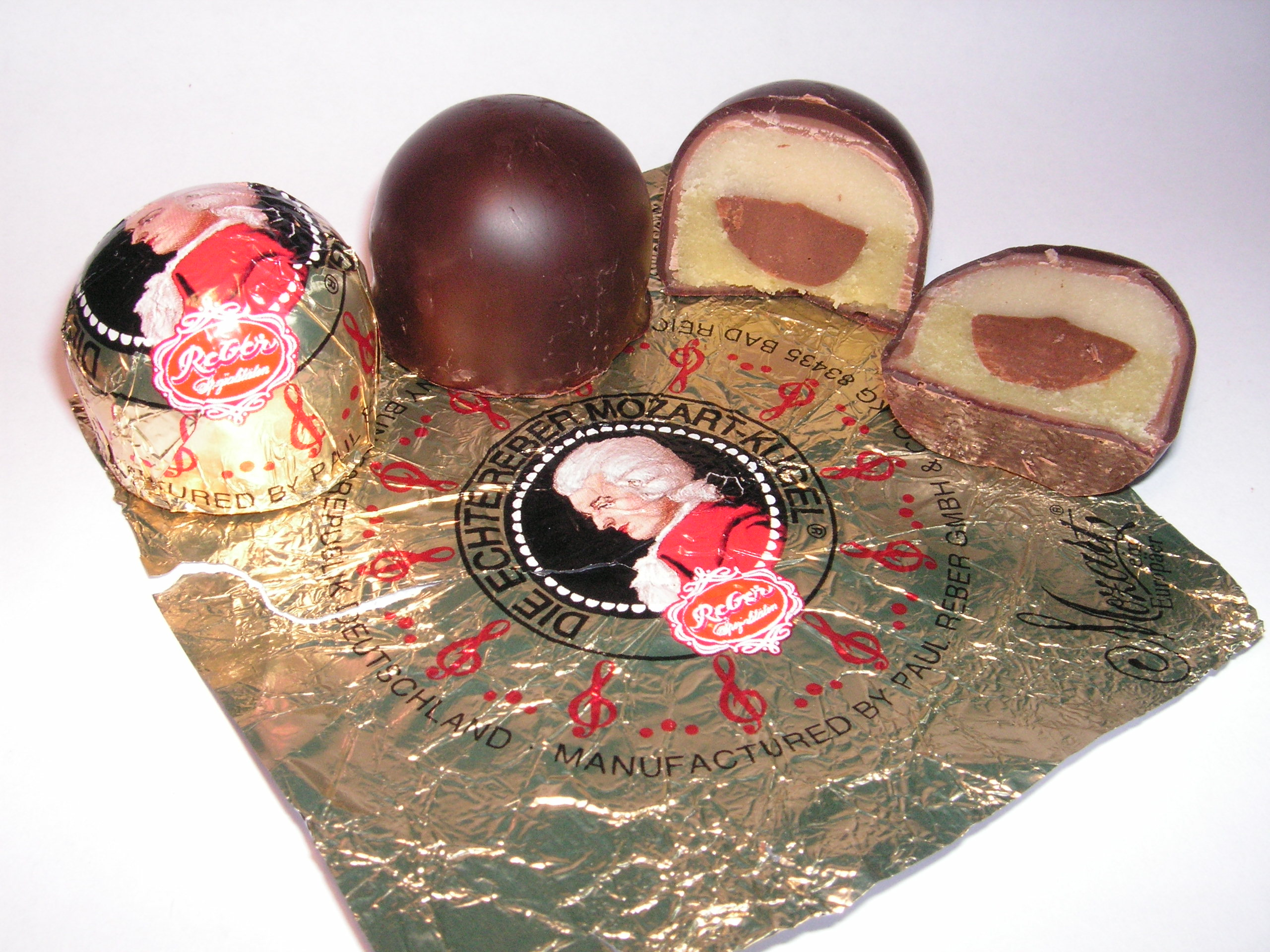
Reber Mozartkugeln

Форма и содержание настоящих конфет «Reber Mozartkugeln» намеренно отличаются от оригинальной рецептуры кондитерской фабрики «Фюрст» — первого производителя конфет «Mozartkugeln»: Они дважды покрыты альпийским молочным и тёмным шоколадом, начинка состоит из миндального и фисташкового марципана и пралине из фундука, по производственным причинам имеют сплющенную форму.
Сегодня шарики Reber выпускаются также со вкусами малины и лайма. Эти вкусы производятся и продаются исключительно под маркой Reber-Constanze-Kugel как дань уважения жене В. А. Моцарта Констанце. Помимо «пралиновой выпечки», сезонных продуктов, таких как шоколадные Санта-Клаусы и пасхальные яйца, компания также выпускает шоколадные плитки с начинкой.

## Споры о торговой марке и названии
Появлению торговой марки Echte Reber-Mozartkugeln предшествовал судебный спор с компанией потомков зальцбургского кондитера и первого производителя «Моцарткугеля» Пауля Фюрста, которая была единственной компанией, имевшей право продавать свои «Моцарткугели» под названием Original Salzburger Mozartkugeln.
В конце 1970-х годов между зальцбургским производителем моцарткугелей Mirabell и компанией Reber разгорелся судебный спор о правах на торговую марку, в результате которого в 1981 году австрийские чиновники попытались заключить соглашение, разрешающее производство и экспорт моцарткугелей по всему миру только австрийским производителям. В итоге представители Европейского сообщества в Брюсселе вынесли решение по этому спору и отказали в заключении такого соглашения.

## Сертификаты
Продукция Reber Confiserien сертифицирована внешними организациями, такими как IFS Higher Level и UTZ-Certified. Группа компаний Reber также является членом организации Forum Kakao, которая также стремится к продвижению принципов справедливой торговли и устойчивого развития в производстве какао. Компания Reber не использует пальмовое масло. Кроме того, многие продукты Reber регулярно проверяются экспертом по кашруту на предмет соответствия еврейским диетическим законам с точки зрения производства и ингредиентов.

## Награды
Продукция компании несколько раз получала золотые награды DLG от Немецкого сельскохозяйственного общества.

## Рекордный моцарткугель
Моцарткугель производства Reber общей массой 1 000 кг в 1988 году был занесён в Книгу рекордов Гиннесса как самый большой в мире.